# Кирпичный (Марий Эл)
 Кирпичный  — посёлок в Звениговском районе Республики Марий Эл. Входит в состав городского поселения Красногорский.

## География
Находится в южной части республики Марий Эл на расстоянии приблизительно 25 км по прямой на северо-восток от районного центра города Звенигово у железнодорожной линии Зелёный Дол — Яранск.

## История
Посёлок возник перед Великой Отечественной войной в связи с постройкой поточной линией по производству красного кирпича, закрытой в 1960-е годы. В 1973 году на базе кирпичного завода был официально образован отдельный посёлок. В посёлке находились 12 жилых домов и 42 жителя, в 1999 году 27 и 85.

## Население
Население составляло 105 человек (русские 48 %) в 2002 году, 92 в 2010.